# Индустријска зона Вал Синело (Кјети)
Индустријска зона Вал Синело је насеље у Италији у округу Кјети, региону Абруцо.
Према процени из 2011. у насељу је живело 59 становника. Насеље се налази на надморској висини од 118 м.